# (1341) Edmée
(1341) Edmée est un astéroïde de la ceinture principale découvert le 27 janvier 1935 par l'astronome belge Eugène Joseph Delporte.

## Historique
Le lieu de découverte, par l'astronome belge Eugène Joseph Delporte, est Uccle. Il a été nommé en hommage à Édmée Chandon, première femme astronome professionnelle française et membre de l'Observatoire de Paris.
Sa désignation provisoire, lors de sa découverte le 27 janvier 1935, était 1935 BA.

## Caractéristiques
Sa distance minimale d'intersection de l'orbite terrestre est de 1,521 800 ua.